# Ioan Joldea
Ioan Joldea war im September 1562 für kurze Zeit Fürst der Moldau.
Im Heereslager von Țuțora bei Iași wurde der moldauische Bojar nach der Ermordung von Ștefan Rareș am 8. September 1562 zum neuen Fürsten gewählt, wobei die beiden Adeligen Moghila und Sturza federführend waren. Diese Entscheidung wurde in Krakau als feindseliger Akt aufgefasst, König Sigismund II. August wollte eher den Sohn des Bogdan III. cel Orb („der Blinde“), Alexandru Lăpușneanu als Nachfolger. Um seine Ansprüche noch mehr zu untermauern, nahm Joldea die Tochter von Petru Rareș, Ruxandra, zur Frau. Der gewählte Fürst begab sich auf den Weg in die Hauptstadt Suceava, um dort zum Herrscher der Moldau gesalbt zu werden. Auf dem Weg dorthin überfielen Lăpușneanu, sein Mundschenk Motoc und der Adelige Seniawiski während einer kurzen Rast in Șipote im heutigen Kreis Iași den arglosen Joldea und die ihm ergebenen Bojaren. Sie verstümmelten ihn an der Nase, womit er jegliches Recht auf den Fürstentitel verlor. Sein Ende fand Joldea als Mönch in einem orthodoxen Kloster.